# Ius exclusivae
Lo ius exclusivae (dalla lingua latina, diritto di esclusiva, traducibile in italiano con diritto di veto) era l'antico privilegio di alcuni sovrani cattolici europei di proibire l'elezione a pontefice di una determinata persona.
Esso è stato esercitato più volte nel corso della storia dai re di Francia, di Spagna, dai sacri romani imperatori e dagli imperatori d'Austria contro papabili a loro sgraditi, spesso attraverso i cardinali della corona.
Nel corso del tempo è stato nominato anche come ius exclusionis, ius excludendi, exclusiva formalis, droit d’exclusion, veto civile, droit de veto e diritto di veto.
La formula con cui veniva annunciato il veto da parte di un monarca aveva come parole iniziali, in latino, «Honori mihi duco...» (in italiano “Mi faccio onore di...”).

## Storia
Lo ius exclusivae, da parte del sovrano, consisteva nell'ordinare al cosiddetto cardinale della corona di far sapere all'assemblea cardinalizia riunita nel conclave che un determinato candidato non era gradito al sovrano stesso, rendendo così difficilissima, se non impossibile, la sua elezione. Tale diritto sembra essersi imposto stabilmente nel corso del XVII secolo, anche se precedentemente si ebbero delle azioni simili.
Non sembra essere correlato all'antico diritto esercitato dagli imperatori bizantini e dai sacri romani imperatori di confermare l'elezione papale.
La Spagna oppose il veto contro un cardinale per la prima volta nel 1605. Nel 1644, nel conclave che elesse papa Innocenzo X Pamphilj, la Spagna pose il veto contro il cardinale Giulio Cesare Sacchetti. Il cardinale Giulio Mazzarino arrivò troppo tardi per annunciare il veto della Francia contro Pamphilj, poiché era già stato eletto papa.

## Posizione della Chiesa

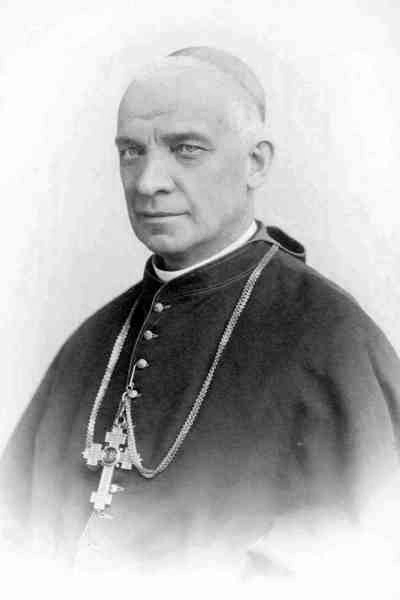
Il cardinale Jan Puzyna oppose il veto di Francesco Giuseppe I d'Austria contro Mariano Rampolla del Tindaro nel conclave del 1903

Il diritto di esclusiva non è mai stato formalmente riconosciuto dal papato, anche se molti conclavi hanno ritenuto opportuno riconoscere tale obiezione nei confronti di alcuni papabili, accettando così l'interferenza laica. Con la bolla In eligendis del 9 ottobre 1562, papa Pio IV ordinò ai cardinali di eleggere il papa senza alcun rispetto per il potere laico. La bolla Aeterni Patris Filius del 15 novembre 1621 vietava ai cardinali di cospirare contro un candidato. Questi documenti, tuttavia, non condannano il diritto di esclusiva. Nella costituzione In hac sublimi del 23 agosto 1871, papa Pio IX vietò qualsiasi tipo di interferenza laica nelle elezioni papali.
Il più recente, e ultimo, utilizzo del veto si ebbe nel conclave del 1903, quando il cardinale della corona Jan Puzyna, a votazioni iniziate, si alzò in piedi e annunciò che l'imperatore Francesco Giuseppe non gradiva, a causa delle sue posizioni troppo filo-francesi e anti-austriache, il cardinale Mariano Rampolla del Tindaro:
(Cardinale Jan Puzyna)
I cardinali rimasero stupiti («Un episodio disgustoso» commentò il cardinale Andrea Carlo Ferrari; «La cosa in sé stessa, e il modo, recò stupore e indignazione al Sacro Collegio. Grande e penosa l'impressione di tutti», disse il cardinale Domenico Ferrata), ma accettarono l'interferenza imperiale e Rampolla, il quale era molto vicino all'elezione, perse i propri voti in favore del cardinale Giuseppe Sarto, eletto papa col nome di Pio X il 4 agosto 1903.
Il nuovo papa, a seguito di questo episodio, istituì una commissione per abolire lo ius exclusivae, a cui prese parte anche un giovane Eugenio Pacelli con l'incarico di studiare il caso. Egli constatò che questo diritto dei poteri laici sulla Chiesa cattolica era stato soltanto presunto, mai concesso dalle autorità ecclesiastiche; l'accettazione da parte del collegio cardinalizio di questa interferenza fu interpretata come prudenza, poiché il papato ha per secoli rappresentato un potere politico oltre che spirituale. Tuttavia, con l'annessione dello Stato pontificio al Regno d'Italia, tale potere venne a mancare, e con esso la necessità di una prudenza nell'elezione del nuovo pontefice.
Dunque, il 20 gennaio 1904 la costituzione apostolica Commissum Nobis proibì espressamente il diritto di veto in tutte le sue forme:
Nessun potere laico ha più cercato di esercitare il diritto di esclusiva dopo il 1903, anche grazie alla caduta delle grandi monarchie europee a seguito della prima guerra mondiale.

## Elenco dei veti

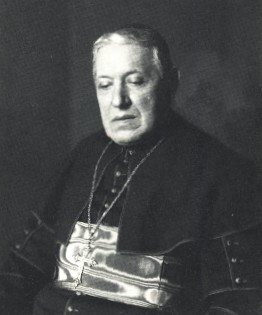
Mariano Rampolla del Tindaro, l'ultimo cardinale colpito dal veto.

- Conclave del 1314-1316: veto del conte di Forez contro il cardinale Arnaud Fournier a nome del conte di Poitiers Filippo (il futuro Filippo V di Francia).
- Conclave del marzo 1605: veto di Filippo III di Spagna contro il cardinale Cesare Baronio.
- Conclave del 1621: veto di Filippo III di Spagna contro il cardinale Francesco Maria Del Monte.
- Conclave del 1644: fallito veto di Luigi XIV di Francia contro il cardinale Giovanni Battista Pamphilj, eletto invece come papa Innocenzo X; veto di Filippo IV di Spagna contro il cardinale Giulio Cesare Sacchetti.
- Conclave del 1669-1670: veto di Carlo II di Spagna contro i cardinali Pietro Vidoni e Francesco Maria Brancaccio; veto di Luigi XIV di Francia contro i cardinali Benedetto Odescalchi e Scipione Pannocchieschi.
- Conclave del 1700: veto di Luigi XIV di Francia contro il cardinale Galeazzo Marescotti.
- Conclave del 1721: veto di Filippo V di Spagna contro il cardinale Francesco Pignatelli; fallito veto di Carlo VI d'Asburgo contro il cardinale Fabrizio Paolucci.
- Conclave del 1724: veto di Carlo VI d'Asburgo contro il cardinale Fabrizio Paolucci.
- Conclave del 1730: veto di Filippo V di Spagna contro il cardinale Giuseppe Renato Imperiali.
- Conclave del 1740: veto di Filippo V di Spagna contro il cardinale Pier Marcellino Corradini.
- Conclave del 1758: veto di Luigi XV di Francia contro il cardinale Carlo Alberto Guidobono Cavalchini.
- Conclave del 1774-1775: veto di Carlo III di Spagna contro il cardinale Giovanni Carlo Boschi.
- Conclave del 1799-1800: veto di Francesco II d'Asburgo-Lorena contro tutti i cardinali di Francia, Spagna, Napoli, Genova e Regno di Sardegna; veto di Carlo IV di Spagna contro il cardinale Alessandro Mattei.
- Conclave del 1823: veto di Francesco I d'Austria contro il cardinale Antonio Gabriele Severoli.
- Conclave del 1829: veto di Carlo X di Francia contro il cardinale Bartolomeo Pacca.
- Conclave del 1830-1831: veto di Ferdinando VII di Spagna contro il cardinale Giacomo Giustiniani.
- Conclave del 1846: veto di Ferdinando I d'Austria contro il cardinale Tommaso Bernetti e fallito veto sempre di Ferdinando I d'Austria contro il cardinale Giovanni Maria Mastai Ferretti, eletto papa Pio IX poiché il cardinale arcivescovo di Milano non arrivò in tempo per il conclave.[senza fonte]
- Conclave del 1903: veto di Francesco Giuseppe I d'Austria contro il cardinale Mariano Rampolla del Tindaro.